# Lara Peake
Pour les articles homonymes, voir Peake.
Lara Peake, née le 4 août 1998 à Londres, est une actrice britannique. Elle est connue pour avoir joué un rôle dans le film The Marker en tant que Cristina Vaduva, mais aussi dans la série Born to Kill. Elle joue aussi le rôle de Betsy Cronshaw, personnage voulant récupérer un de ses enfants dans la série Netflix The English Game.

## Filmographie

### Cinéma
- 2014 : Bypass : Helen
- 2016 : Spaceship : Tegan
- 2017 : How to Talk to Girls at Parties : Wainswain
- 2017 : The Marker : Cristina Vaduva
- 2018 : Final Score : Danni
- 2023 : How to Have Sex : Skye

### Télévision
- 2016 : Damned : Chantal
- 2017 : Tracey Ullman's Show : la fille (2 épisodes)
- 2017 : Born to Kill : Chrissy (4 épisodes)
- 2020 : The English Game : Betsy Cronshaw (4 épisodes)
- 2020 : Brave New World : Madysun (3 épisodes)
- 2022 : Mood : Carly (6 épisodes)
- 2024 : Rivals : Daysee Butler